# Metal Cool
Metal Cool（メタルクール）は、元ポルノグラフィティのベーシスト、Tamaのソロデビューシングル。
2006年11月1日にリリースされた。

## 概要
- 今作で初めてボーカルをとった。
- 「サウダージ」のc/wの「Search the best way」では新藤晴一と共同で作詞したが、完全に1人で作詞した作品は今作が『初』となる。
- アルバム『Great Pleasure』はインスト曲であったが、今作は完全に「歌モノ」となっている。
- 初回限定版には『2nd Live/Metal Cool Night』の応募券が封入されていた。

## データ
- オリコンランキング：初登場45位。
- COUNT DOWN TVランキング：初登場39位。

## 収録曲
1. Metal Cool
  - TBS系列番組『アイチテル!』のタイアップがついた曲。
2. Strange Days
  - 歌詞は「曲に引っ張られてできた」とのこと。
  - The songs for DEATH NOTE the movie～the Last name TRIBUTE～にも収録された曲。
3. Futures
  - ソロライブ後の製作再開時、初期の曲。歌詞、曲調共に優しいのは「パパになった部分もあるからかもしれない」とのこと。
  - 本人曰く「裏シングル」という名目。

全作詞・作曲：Tama／編曲：清水昭男、Tama